# Протоген Сердикийски
Протоген Сердикийски (на латински: Protogenes Sardicensis) е древноримски християнски духовник, първият исторически документиран епископ на Сердика (316 – 351).
Протоген е известен от няколко източника от първата половина на IV век. Епископ с това име е споменат в указ на император Константин I от 316 година (според друга датировка – от 323 година), постановяващ, че обичайно извършваното в езическите храмове освобождаване на роби може да се извършва и в християнски църкви. Макар това да не е изрично уточнено, съвременните изследователи смятат, че Протоген от този указ е идентичен с известния от други източници сердикийски епископ.
Протоген присъства и е сред подписалите решенията на Първия вселенски събор в Никея през 325 година. С неговия епископат е свързано установеното по археологически данни масово унищожаване на езически храмове и символи в Сердика през 330 година.
Протоген участва на съборите в Тир (335), Йерусалим (335) и Константинопол (335 – 336). Той и подчинените му епископи от диоцеза Дакия са сред осъдилите на събора в Константинопол крайния антиарианец Маркел Анкирски, като Протоген пише загубена днес книга, насочена срещу възгледите му. Малко по-късно участва в отстраняването на Павел I Константинополски.
Протоген вероятно играе централна роля в Сердикийския събор през 343 година, който се опитва да постигне компромис между умерените и крайните антиарианци, макар че основният запазен източник за събора, писан от Атанасий Велики, изобщо не го споменава. Вероятна причина за това е враждебното отношение на Атанасий, който е привърженик на Маркел Анкирски.

## Памет
На епископ Протоген е наречена улица в квартал „Южен парк“ в София (Карта).